# Ademir Santos
Ademir Santos (三渡洲 アデミール Santos Ademir?), född 28 mars 1968 i Bahia, är en japansk tidigare fotbollsspelare.
Santos började sin karriär 1987 i Yamaha Motors. Med Yamaha Motors vann han japanska ligan 1987/88. 1992 flyttade han till Shimizu S-Pulse. Med Shimizu S-Pulse vann han japanska ligacupen 1996. Han avslutade karriären 1996.